# 香巴噶举派
香巴噶举派（ཤངས་པ་བཀའ་བརྒྱུད）是藏传佛教流派之一，由凯珠·琼布乃觉创建。尼占玛、苏喀斯迪二人在该教派的形成过程中曾起过重要作用。因其根本道场雄雄寺在“香”地，其教法以口耳方式相传，故称香巴噶举派。在该派的初期阶段，曾出现过“七宝法统”的传承；其后，分裂成以香敦大师修建的甲寺为标志的甲巴和凯尊·循努珠修建的桑顶寺为标志的桑顶两大世系。再之后，该教派又出现了以汤东杰布和觉囊·多罗那他为代表的两个较为重要的世系。香巴噶举派由于其始终未能掌握地方政权，也未能与地方势力发展关系，在其发展过程中，又不断衍生出诸多支系，再加之自身组织涣散，没有形成一套系统、实用的传承体系，因此，随着岁月的流逝，香巴噶举派走向了没落。

## 教法简述
关于香巴噶举派的教法，在《土观宗教源流》中介绍说：“香巴噶举派之法，有《胜乐》、《喜金刚》、《摩诃摩耶》、《密集》、《怖畏金刚》等五部本续各自的灌顶，戒灌《幻身大灌顶》、《空行五教》、《尼古六法》、《幻身道次》、《不死幻轮》、《转为道用》类等。《大手印盒》、《六臂大黑天》法类，《胜乐五尊》、《亥母密修》、《观世音》、《摧破金刚》、《金刚手》、《不动尊》等的灌顶教敕，和吉冈派传规的《观音马头金刚法》等，这些法也普遍宏传于其他派别中。”
　　由此可见，香巴噶举派的教法内容十分丰富，很多教法内容被其他教派所采纳、吸收，如六臂大黑天，在凯珠香敦之后，被宗喀巴大师及其弟子克珠杰所继承，香巴噶举派的保护神六臂大黑天最终成为格鲁派最重要的护法神，并一直被其信徒所供奉。后来的觉囊派也吸收了部分香巴噶举派的教法，多罗那他大师遂成为香巴噶举派的重要继承人。
　　在谈及香巴噶举派的基本教法时，不能不提“香巴五法”——尼古玛教法、苏喀斯迪教法、多吉丹巴教法、梅迪哇教法和热呼喇教法。而作为香巴噶举派基本教法的尼古玛教法则被形象地描述为一棵树，据《雪域藏地新旧密法传承简述》中记载：树根是尼古六法；树干是大手印之护身盒；树枝是三转道用；花朵是红白空行母法；果实是身心不死教授；护法神是益西贡布。